# Phobia (album, The Kinks)
Phobia je dvacáté třetí a poslední studiové album anglické rockové kapely The Kinks. Bylo vydáno v roce 1993 a kapela se rozpadla o tři roky později.

## Seznam skladeb
Autorem všech skladeb je Ray Davies, pokud není uvedeno jinak.
1. „Opening“ – 0:38
2. „Wall of Fire“ – 5:01
3. „Drift Away“ – 5:05
4. „Still Searching“ – 4:52
5. „Phobia“ – 5:16
6. „Only a Dream“ – 5:04
7. „Don't“ – 4:36
8. „Babies“ – 4:47
9. „Over the Edge“ – 4:20
10. „Surviving“ – 6:00
11. „It's Alright (Don't Think About It)“ (Dave Davies) – 3:34
12. „The Informer“ – 4:03
13. „Hatred (A Duet)“ – 6:06
14. „Somebody Stole My Car“ – 4:04
15. „Close to the Wire“ (Dave Davies) – 4:01
16. „Scattered“ – 4:11
17. „Did Ya“ (bonus track – pouze Japonsko / UK) – 4:32

## Obsazení
- Ray Davies – kytara, klávesy, zpěv
- Dave Davies – kytara, zpěv
- Jim Rodford – baskytara, doprovodné vokály
- Bob Henrit – bicí